# طارق عمر خان
طارق عمر خان (بالإنجليزية: Tariq Umar Khan)‏ هو مصمم هندي، ولد في 12 سبتمبر 1976.

## وصلات خارجية
- طارق عمر خان على موقع IMDb (الإنجليزية)
- طارق عمر خان على موقع قاعدة بيانات الفيلم (الإنجليزية)